# Astronomer
Astronomer – це компанія, яка стоїть за Astro, платформою даних на базі Apache Airflow. Astro дозволяє командам обробки даних створювати, запускати, спостерігати та керувати конвеєрами даних для даних, аналітики та додатків на основі штучного інтелекту. Компанія досягла статусу єдинорога у 2022 році. До 2025 року оцінка компанії досягла 1,5 мільярда доларів, а штат співробітників становив приблизно 350 осіб.

## Історія
Співзасновниками Astronomer є Паола Пераза Кальдерон, Грег Нейхейзел, Рай Вокер, Піт ДеДжой і Вірадж Парех.
У 2022 році в Astronomer працювало приблизно 250 співробітників, а офіси компанії знаходилися в Цинциннаті, Нью-Йорку, Сан-Франциско та Сан-Хосе.
Компанія залучила 213 мільйонів доларів у рамках фінансування серії C та придбала інструмент для обробки даних Datakin у 2022 році. Компанія отримала 93 мільйони доларів у рамках раунду фінансування серії D у 2025 році.
Колишні та нинішні керівники астрономів були представлені на NYSE-TV та The Wall Street Journal за попередні інновації. Нинішній технічний директор Джуліан ЛаНев разом з командою виграв головний приз Citadel Data Open Championship у 2021 році.
У липні 2025 року генеральний директор Енді Байрон пішов у відставку через кілька днів після того, як його показали на гігантському екрані в обіймах з головним директором з персоналу компанії Крістін Кебот на концерті Coldplay. Через тиждень Кебот також пішла у відставку. Піта ДеДжоя, одного зі співзасновників компанії, було призначено тимчасовим керівником компанії. Після скандалу компанія найняла Гвінет Пелтроу, колишню дружину вокаліста Coldplay Кріса Мартіна, для створення рекламного відео для компанії.